# Erwin Beck (Politiker)
Erwin Beck (* 17. April 1911 in Berlin; † 26. April 1988 in West-Berlin) war ein deutscher Bildungspolitiker und sozialdemokratischer Widerstandskämpfer.

## Leben
Erwin Beck stammte aus einer Berliner Handwerkerfamilie, bereits sein Großvater war Sozialdemokrat. Becks Vater führte den kleinen Glaserbetrieb des Großvaters fort. Nach der Schulausbildung begann er eine Lehre als Buchhändler, die er aber aus wirtschaftlichen Gründen abbrechen musste, da seine Familie ihn nicht mehr finanziell unterstützen konnte und er im Betrieb des Vaters mitarbeiten musste.
Erwin Beck wurde 1926 Mitglied im Jungbanner Schwarz-Rot-Gold und 1927 dann auch in der SAJ. Zu seinen Vorbildern in jungen Jahren gehörten Paul Levi, Karl Schröder und die sozialistische Pädagogik Kurt Löwensteins. Aktiv wurde er auch in der Sozialwissenschaftlichen Vereinigung, aus der die antifaschistische Widerstandsgruppe der Roten Kämpfer entstand. 
Über sein Engagement 1933 berichtete Manfred Rexin: Zusammen mit anderen versuchte er 1933, Material und Kasse des Verbandes vor dem drohenden Zugriff der braunen Machthaber zu bewahren. Das trug ihm den Groll einer Parteiführung ein, die verzweifelt daran festhielt, dass nur Legalität die Sozialdemokratie retten könne.
Neben seinen Aktivitäten für die Roten Kämpfer hatte er auch Verbindung zur Widerstandsgruppe Neu Beginnen.
Nachdem es der Gestapo gelungen war, die Wattenscheider Gruppe der Roten Kämpfer zu enttarnen und aus den Verhafteten die Namen ihrer Verbindungskuriere nach Berlin herauszuprügeln, wurde Erwin Beck im November 1936 verhaftet. Im Oktober 1937 erging ein „Urteil“ des Kammergerichts in Berlin gegen Erwin Beck wegen „Vorbereitung zum Hochverrat“ über eine Zuchthausstrafe von zwei Jahren und drei Monaten. Im März 1939 wurde er aus dem Zuchthaus entlassen und unter Polizeiaufsicht gestellt, gleichzeitig wurde er auch für wehrunwürdig erklärt. Im November 1942 allerdings wurde er in das Strafbataillon 999 eingezogen und über Antwerpen, Südfrankreich und Neapel nach Tunesien verbracht, wo er im Mai 1943 in britische Kriegsgefangenschaft geriet.
Im Juni 1946 kehrte er zurück nach Berlin und übernahm die Leitung des Kreuzberger Jugendamtes. Zugleich wurde er auch Mitglied des Hauptjugendausschusses des Magistrats von Groß-Berlin. Nach der Abspaltung der Westsektoren Berlins wurde er von Ella Kay zum Leiter des Amtes für Jugendförderung im neuen Hauptjugendamt ernannt. Gleichzeitig war er im Berliner Landesvorstand der sozialistischen Jung-Falken.
Beck war von 1955 bis 1975 Bezirksstadtrat für Jugend in Kreuzberg. Er war Mitbegründer und langjähriges Vorstandsmitglied des Franz-Neumann-Archivs (FNA) sowie von 1974 bis 1986 Präsident und dann Ehrenpräsident der Internationalen Liga für Menschenrechte e. V. Als Mitglied des Marxistischen Arbeitskreises in der SPD (MAK) konnte er sehr plausibel begründen, warum für ihn der angebliche Kommunismus stalinistischer Prägung tief konservativ war. 
Er gehörte zu den wenigen sozialdemokratischen Jugendpolitikern, die sich 1966/67 mit den jungen Genossen des SDS solidarisierten. Als Anti-Militarist war es für ihn eine Selbstverständlichkeit, auch persönlich an den Demonstrationen gegen den Vietnam-Krieg teilzunehmen. In der Auseinandersetzung darum mit seiner Parteiführung betonte er immer wieder, dass die Arbeiterbewegung und damit die SPD ein Kind der Aufklärung ist.
Beck gehörte zu den entschiedenen Gegnern der Berufsverbote. Er war ein früher Förderer der Kinderladenbewegung und Unterstützer selbstverwalteter Jugendprojekte wie dem Georg-von-Rauch-Haus und andere.
Nach seiner Pensionierung war er von Januar 1977 bis 1979 Mitglied des Abgeordnetenhauses von Berlin. 1981 wurde er zum Stadtältesten von Berlin ernannt.
1985 war er der Hauptredner bei der Kundgebung auf dem Gelände der Topographie des Terrors, auf der er als ehemaliger Häftling im Gestapo-Hausgefängnis sprach und sich gegen die Pläne des Senates aussprach, über dieses Gelände die als sechs-spurig geplante Autobahn 106 als Teil der Westtangente bauen zu lassen.

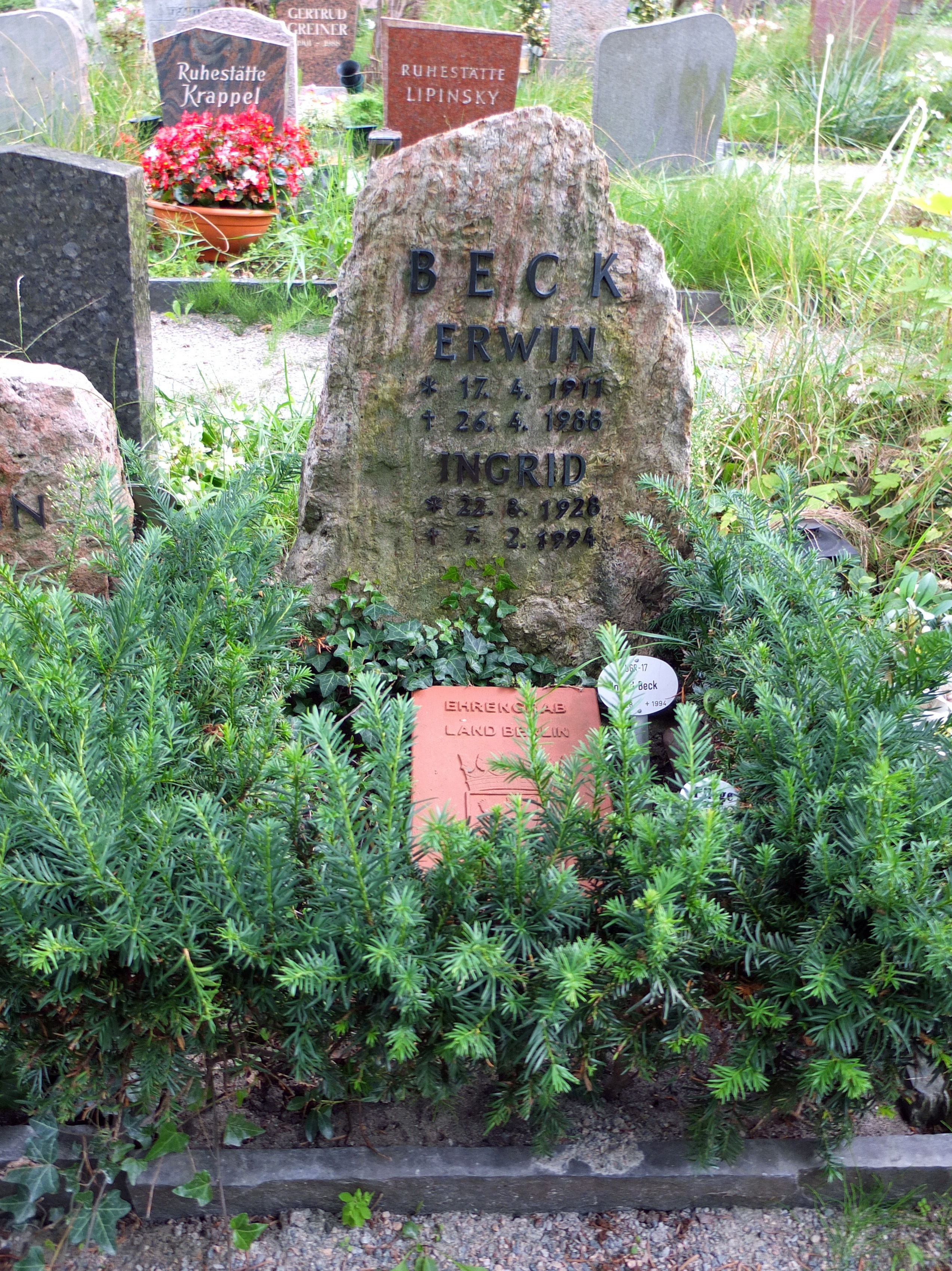
Ehrengrab von Erwin Beck auf dem Alten Luisenstädtischen Friedhof in Berlin-Kreuzberg

Auf der Trauerfeier für ihn am 6. Mai 1988 im Krematorium Wilmersdorf sprachen als Freunde und Weggefährten: Manfred Rexin (Leiter des FNA), Walter Momper (Landesvorsitzender der SPD), Günter König (Bezirksstadtrat für Jugend und Sport, Kreuzberg) und Helmut Gollwitzer (Mitglied des Kuratoriums der Internationalen Liga für Menschenrechte, Sektion Berlin). 
Die Urne wurde auf dem Alten Luisenstädtischen Friedhof in Berlin-Kreuzberg beigesetzt (Grablage: UGL-rechts-17). Die letzte Ruhestätte von Erwin Beck ist ein Ehrengrab des Landes Berlin.